# Jaime Arrubla Paucar
Jaime Alberto Arrubla Paucar (Medellín, 26 de julio de 1953) es un abogado civilista colombiano, miembro del Partido Conservador Colombiano.
Es abogado titulado de la Universidad Pontificia Bolivariana, de cuya facultad de derecho se desempeña actualmente como decano y docente titular, y Doctor en Derecho Privado por la Universidad de Salamanca. Actualmente es socio de la firma de abogados Arrubla Devis Asociados, de la cual es fundador, y profesor catedrático en múltiples universidades del país.
En 1998, año hasta el cual había ejercido independientemente la profesión, fue nombrado secretario jurídico de la Presidencia de la República durante el mandato de Andrés Pastrana, cargo que ejerció hasta el año 2000. En 2004 fue elegido magistrado de la Corte Suprema de Justicia de Colombia, de la cual fue su Presidente entre 2010 y 2011, y en la que terminó su período en marzo de 2012.

## Trayectoria
Estudió Derecho en la Universidad Pontificia Bolivariana, de cuya facultad ha sido profesor durante más de treinta años, decano entre 2002 y 2003, y nuevamente en 2023. Fue Secretario Jurídico de la Presidencia de la República de Colombia, durante el gobierno del conservador Andrés Pastrana Arango (1998-2000). En 1999 fue candidato a la Corte Constitucional de Colombia (en una terna conformada por el presidente Andrés Pastrana) junto a Jesús Vallejo Mejía y Álvaro Tafur Galvis –quien a la postre fue elegido por el Senado– y candidato en el año 2000 a la alcaldía de Medellín. Además de su alma mater, ha sido profesor de la Pontificia Universidad Javeriana, Universidad del Rosario, Universidad de los Andes, Universidad Externado de Colombia y de la Universidad Nacional de Colombia. 
En el año 2004 fue elegido magistrado de la Sala Civil de la Corte Suprema de Justicia de Colombia, por un período constitucional de 8 años, el cual culminó en marzo de 2012. Fue designado presidente de la Sala Civil en 2006 y vicepresidente de la corporación en 2009. En febrero de 2010 fue nombrado presidente encargado de la Corte, ante el vencimiento del período en ese cargo de Augusto Ibáñez Guzmán, y debido a la falta de acuerdo en el nombramiento de su sucesor. 
En la Sala Plena del 1 de diciembre de 2010, fue elegido Presidente en propiedad de esta corporación, una vez se logró destrabar el bloqueo que había para la elección de esta dignidad, la suplencia de algunas magistraturas vacantes y la muy polémica elección de fiscal general de la Nación. Pero pocos días después renunció a la presidencia de este Tribunal, por motivos de salud, y se mantuvo como magistrado hasta el vencimiento de su período.
Desde su retiro de la Corte Suprema de Justicia, en 2012, ha ejercido como socio de Arrubla Devis Asociados, asesorando y representando clientes, tanto del sector público como del sector privado, en temas de derecho comercial, civil, corporativo y administrativo. La firma, había sido fundada en 1988 junto con su esposa, Consuelo Devis Saavedra, fallecida en 2011, quien fuera hija de Hernando Devis Echandía, reconocido jurista autor de importantes obras sobre derecho procesal y fundador del Instituto Colombiano de Derecho Procesal.
Es miembro y ha sido Presidente del Colegio de Abogados de Medellín y de la Academia Colombiana de Jurisprudencia. Con posterioridad a su retiro de la Corte, obtuvo el título de doctor en Derecho por la Universidad de Salamanca (España) con una tesis titulada "Los negocios fiduciarios y la fiducia en garantía", la cual obtuvo la mención de cum laude, dirigida por el catedrático Eugenio Llamas Pombo.

## Obras
- Contratos Mercantiles: Teoría General del Negocio Mercantil
- Contratos Mercantiles: Contratos Típicos
- Contratos Mercantiles: Contratos Atípicos
- Contratos Mercantiles: Contratos Contemporáneos